# Полет 634 на „Търкиш Еърлайнс“
Полет 634 на „Търкиш Еърлайнс“ е редовен вътрешен пътнически полет от летище „Ататюрк Истанбул“, Истанбул, до летище „Диарбекир“, Диарбекир в югоизточна Турция, управляван от „Търкиш Еърлайнс“. На 8 януари 2003 г. самолетът „Бритиш Аероспейс Avro RJ100“, който изпълнява полета, се удря в земята по време на последния си подход, приблизително на 900 метра от пистата при неблагоприятни метеорологични условия. Машината се блъска в склон, а пожарът, който последва, убива 75 от 80-те души на борда, включително целия екипаж.
Разследването на инцидента приключва около две години по-късно през април 2005 г. и заключава, че екипажът не успява да реагира правилно на сигналите, получени от системата за предупреждение за близост до земята, и вместо това продължава с процедурите за кацане въпреки недостатъчната видимост към пистата и околната среда. Наличието на гъста мъгла е посочена като основна причина за катастрофата. Според Асоциацията на пилотите на турските авиокомпании системата за кацане по прибори може да предотврати такъв инцидент.